# Salillas de Jalón (kommunhuvudort)
Salillas de Jalón är en kommunhuvudort i Spanien.   Den ligger i provinsen Provincia de Zaragoza och regionen Aragonien, i den nordöstra delen av landet, 240 km nordost om huvudstaden Madrid. Salillas de Jalón ligger 336 meter över havet och antalet invånare är 341.
Terrängen runt Salillas de Jalón är platt åt sydost, men åt nordväst är den kuperad.Runt Salillas de Jalón är det glesbefolkat, med 20 invånare per kvadratkilometer. Närmaste större samhälle är Épila, 5,1 km nordost om Salillas de Jalón. Trakten runt Salillas de Jalón består till största delen av jordbruksmark.